# Dellensjöarna

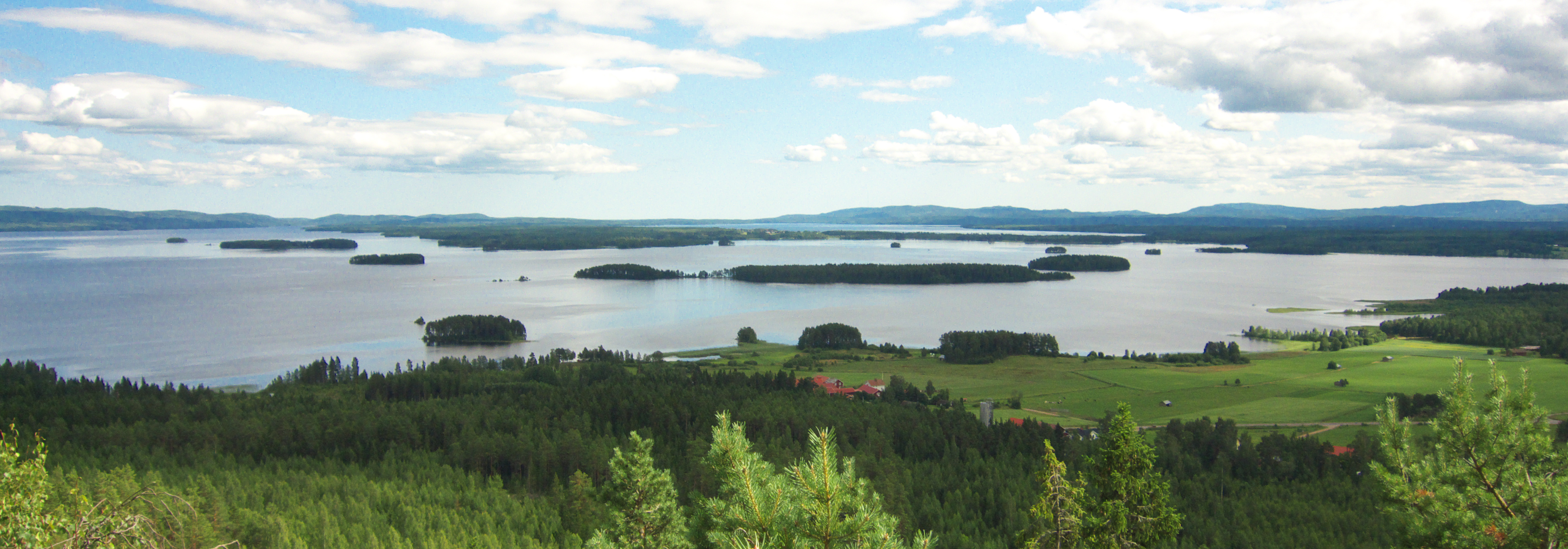
Vy över Norra Dellen från Avholmsberget

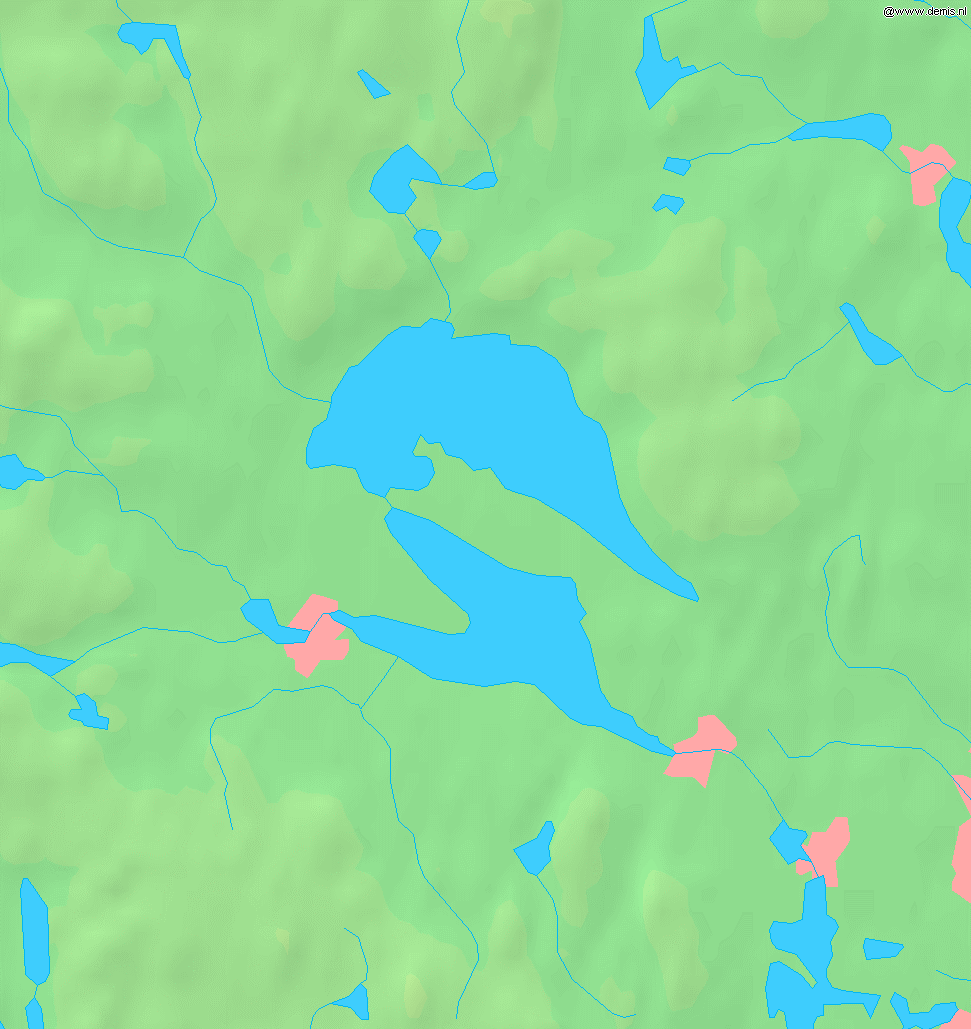
Karta över Dellen med Delsbo, Näsviken, Sörforsa och Bergsjö markerade.

Dellensjöarna, Dellen, är ett sjösystem vid Delsbo i centrala Hälsingland som består av de två sjöarna Norrdellen (80 km²) och Sördellen (50 km²). Sjöarna förbinds genom den korta Norrboån i väster, genom vilken Norrdellens vatten rinner över i Sördellen. Det är omdiskuterat huruvida Dellen bör räknas som en eller två sjöar. Dellensjöarnas främsta tillrinning sker från Svågan som når Norrdellens västra strand vid Friggesund. Utloppet sker via Delångersån som lämnar Sördellens östra ände vid Näsviken, till en början med namnet Böleströmmen, följt av Rolfstaån.
Under första halvan av 1800-talet fanns en anlagd fördämning i Norrboån som åstadkom en nivåskillnad mellan sjöarna på en dryg halvmeter. Detta utnyttjades för att driva en såg, en linklapp och en kvarn (Norrbo Tullmjölskvarn). Per Adolf Tamm lät riva fördämningen och muddra ån ungefär år 1858, som ett första steg i ett projekt som gick ut på att skapa en vattenled mellan Norrdellen och Iggesund vid havet. Syftet var att kunna transportera järnmalm med ångbåt upp till Movikens masugn vid Norrdellen, och färdigt järn samma väg tillbaka. Bygget av denna Tamms kanal fortsatte nedströms Sördellen, men nådde aldrig längre än till Forsa kyrka, där den möttes av ett järnvägsbygge, Hudiksvalls Järnväg, som borgarna i Hudiksvall tagit initiativ till. Från stadens sida ville man undvika att de framtida godsströmmarna skulle gå staden förbi.
Dellens (i norr) rundade form är det astroblem som återstår av den nedslagskrater som bildades då en meteorit träffade jorden för omkring 90–110 miljoner år sedan. Den ursprungliga nedslagskratern hade en diameter på omkring 19 kilometer.
Sjöarna har fått ge namn åt bergarten dellenit och asteroiden 7704 Dellen som upptäcktes 1992.
Med stöd från bland annat Hudiksvalls kommun djupmättes sjöarna 1987 av Stockholms universitet i samarbete med företaget Terra Firma. Undersökningarna låg till grund för en kombinerad djup- och turistkarta ("Dellen – sjöarna och bygden"), utgiven av kommunen 1988.
Öringarna i Dellen gör sjöarna populära bland sportfiskare.